# مسجد المئتي قبة وقبة
مسجد المئتي قبة وقبة (بالبنغالية: ২০১ গম্বুজ মসজিদ) هو مسجدٌ كبيرٌ قيد الإنشاء في قرية جنوب باثاليا ببنغلاديش.

## البناء والتصميم
بدأ بناء المسجد عام 2013 على مساحة 15 بيغا من الأرض على الضفة الشرقية لنهر جيناي في قرية جنوب باتاليا في منطقة تانجيل في بنغلاديش. تبلغ التكلفة التقديرية للبناء حوالي 100 كرور تاكا بنغلاديشي (12.3 مليون دولار). ومن المتوقع أن يتسع المسجد لحوالي 3000 مصلي.
يتخذ المسجد شكلًا مربعًا، وهناك أربعة أبراج زاوية بارتفاع 101 قدم (31 مترًا)، وأربعة أبراج أقصر بارتفاع 81 قدمًا (25 مترًا) في زوايا المساحة المربعة المغطاة بالقبة المركزية التي يبلغ ارتفاعها 81 قدمًا (25 مترًا). القبة المركزية محاطة بـ200 قبة أصغر بطول 17 قدمًا (5.2 م). يُخطط لبناء مئذنة مجاورة بارتفاع 451 قدمًا (137 مترًا) مباشرة إلى الجنوب الغربي. ومن المتوقع أن تكون أعلى مئذنة في بنغلاديش. وسيُكتب على الجدار الغربي للمسجد القرآن كاملًا.
إضافةً لمكان العبادة الرئيسي، سيضم مجمع المسجد دارًا للأيتام ودارًا لرعاية المسنين ومستشفًى يُقدم العلاج المجاني. كما سيحتوي على مهبط للطائرات العمودية لاستضافة كبار الشخصيات.

## صور إضافيَّة

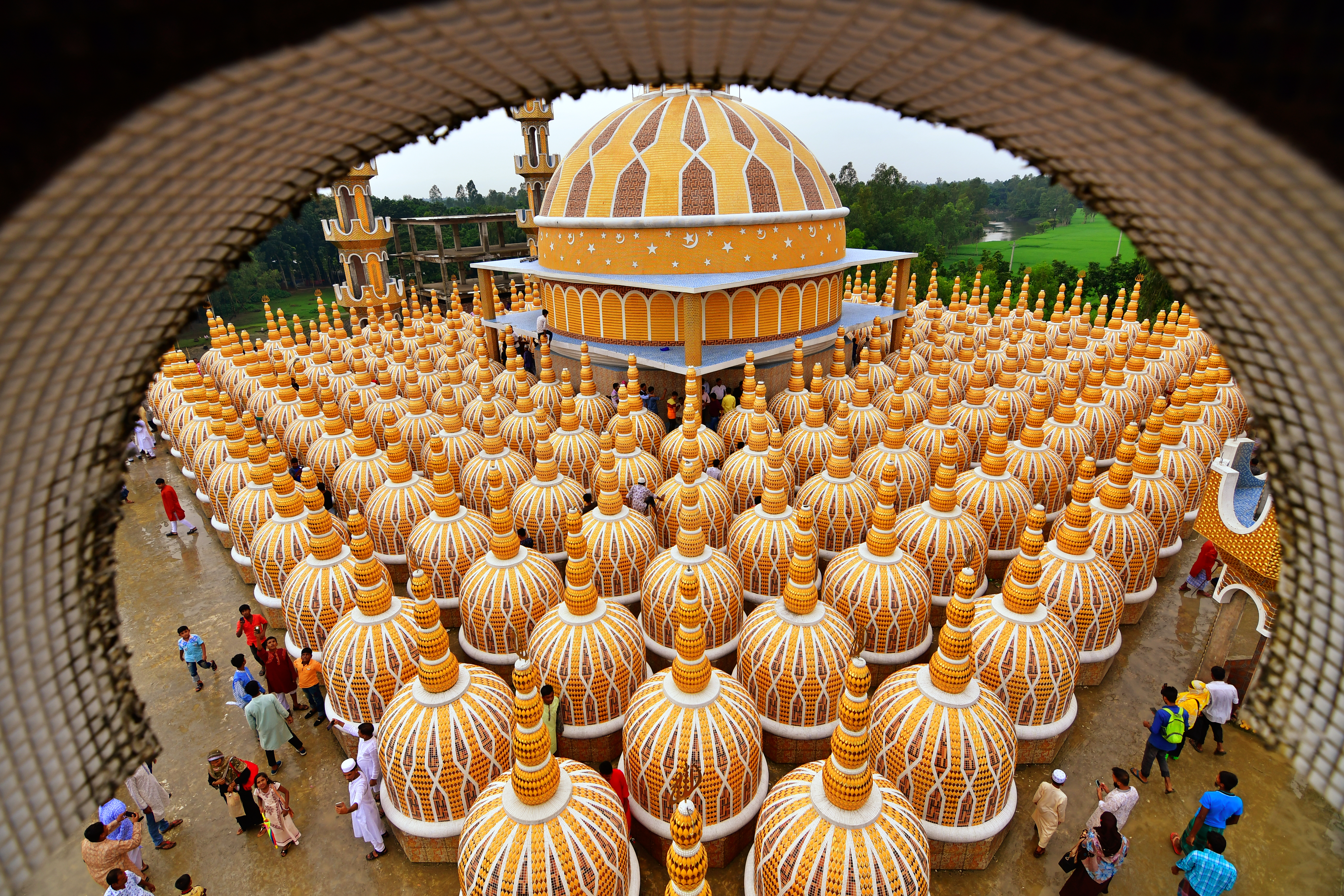
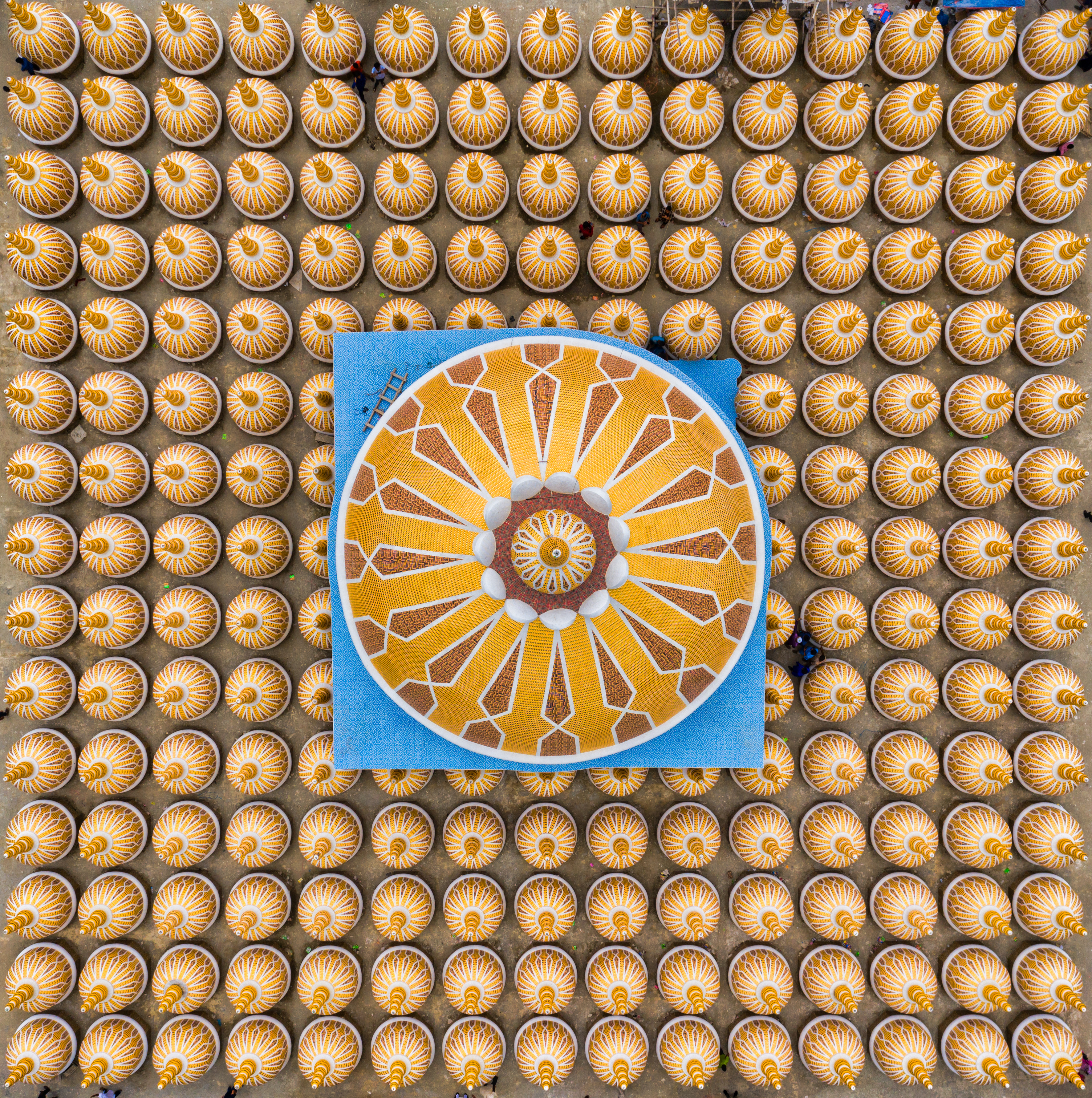
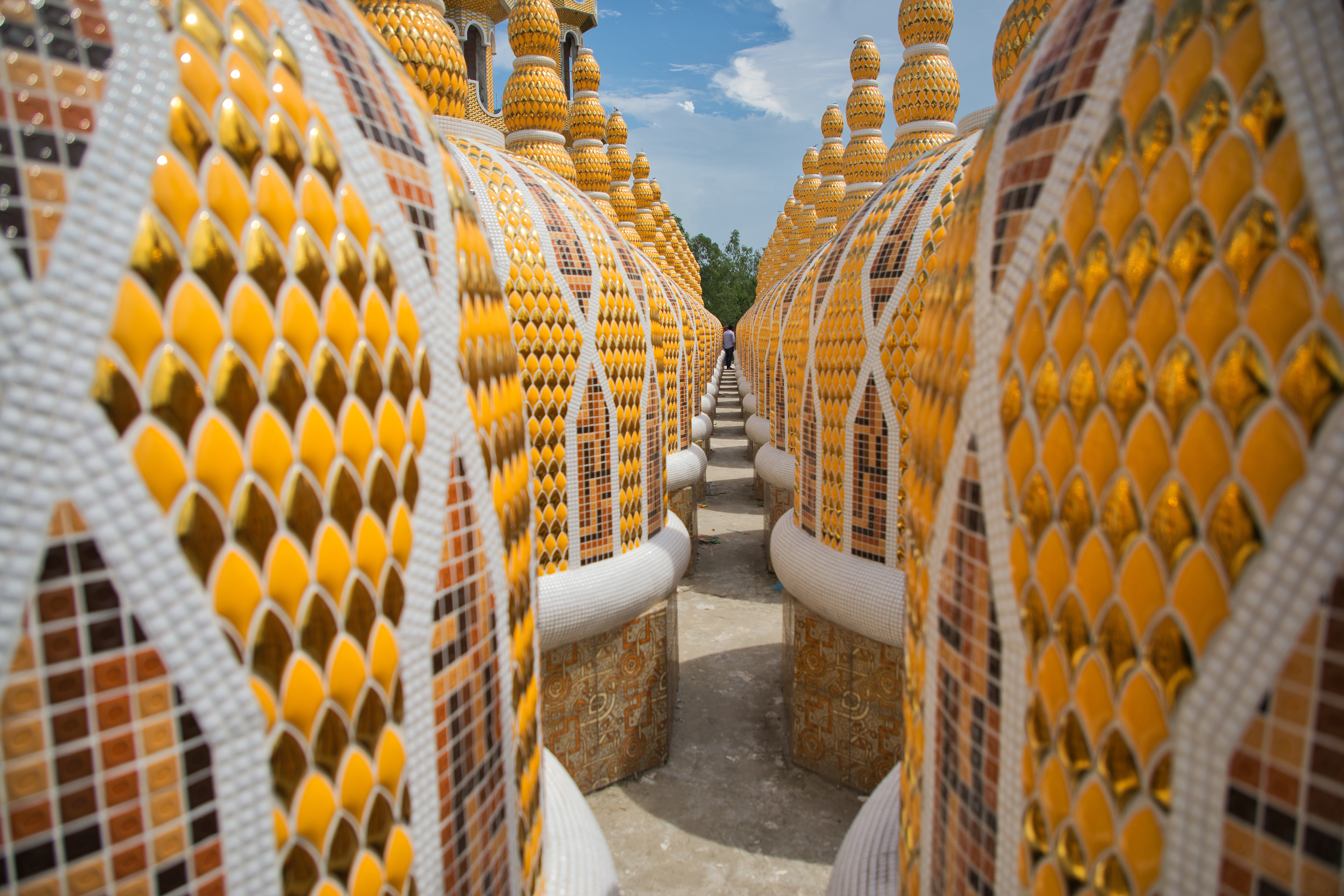
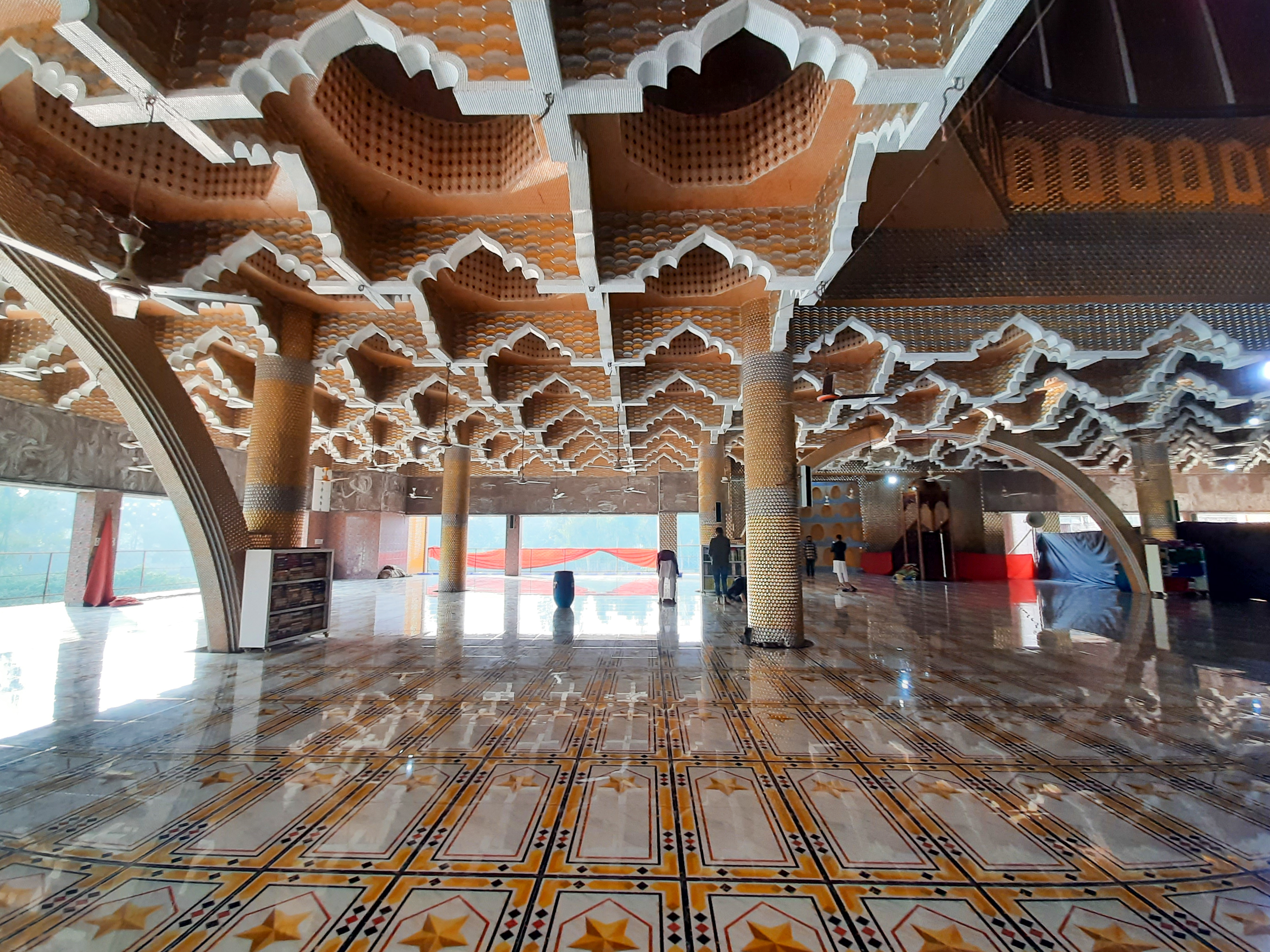
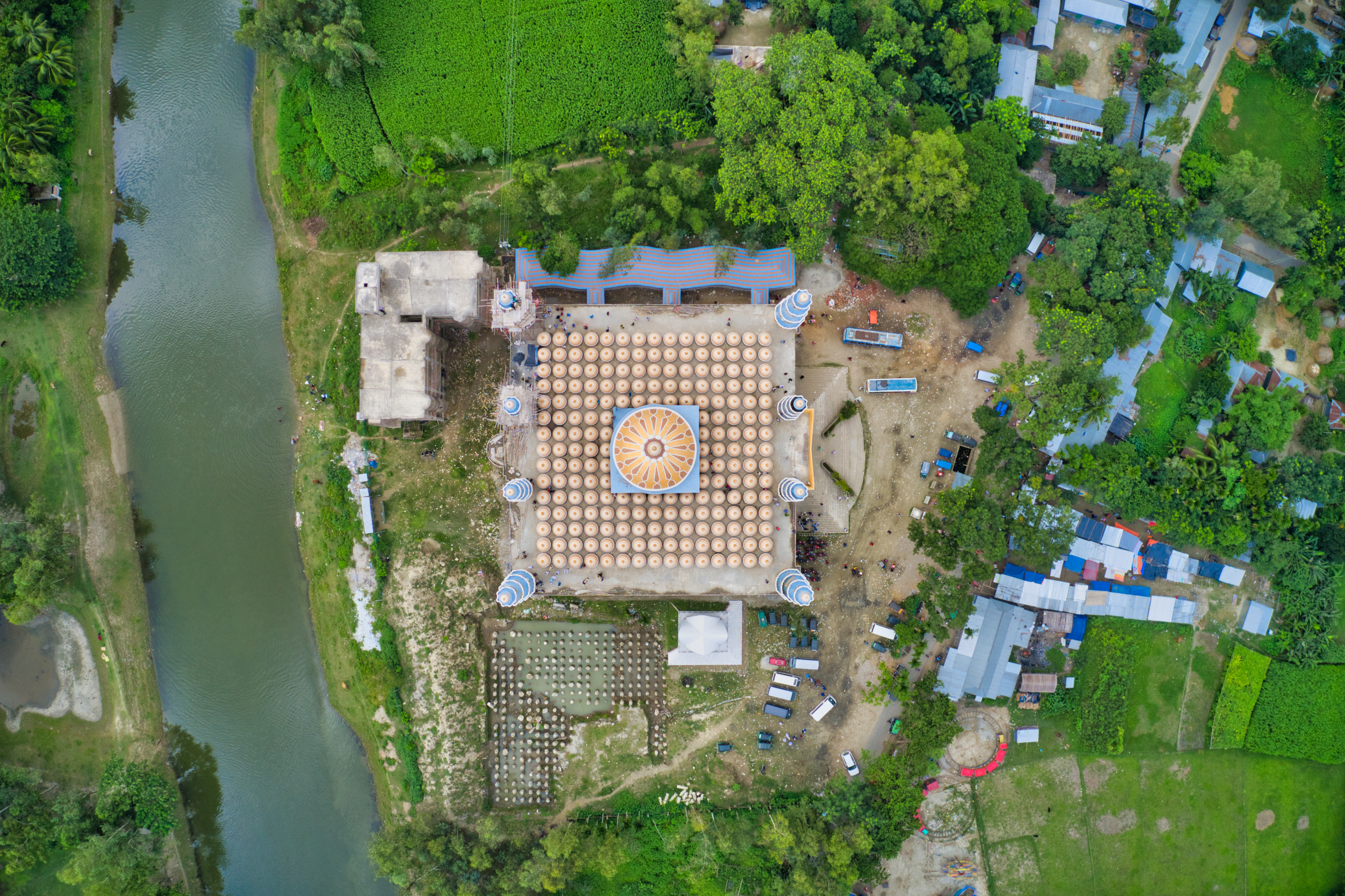
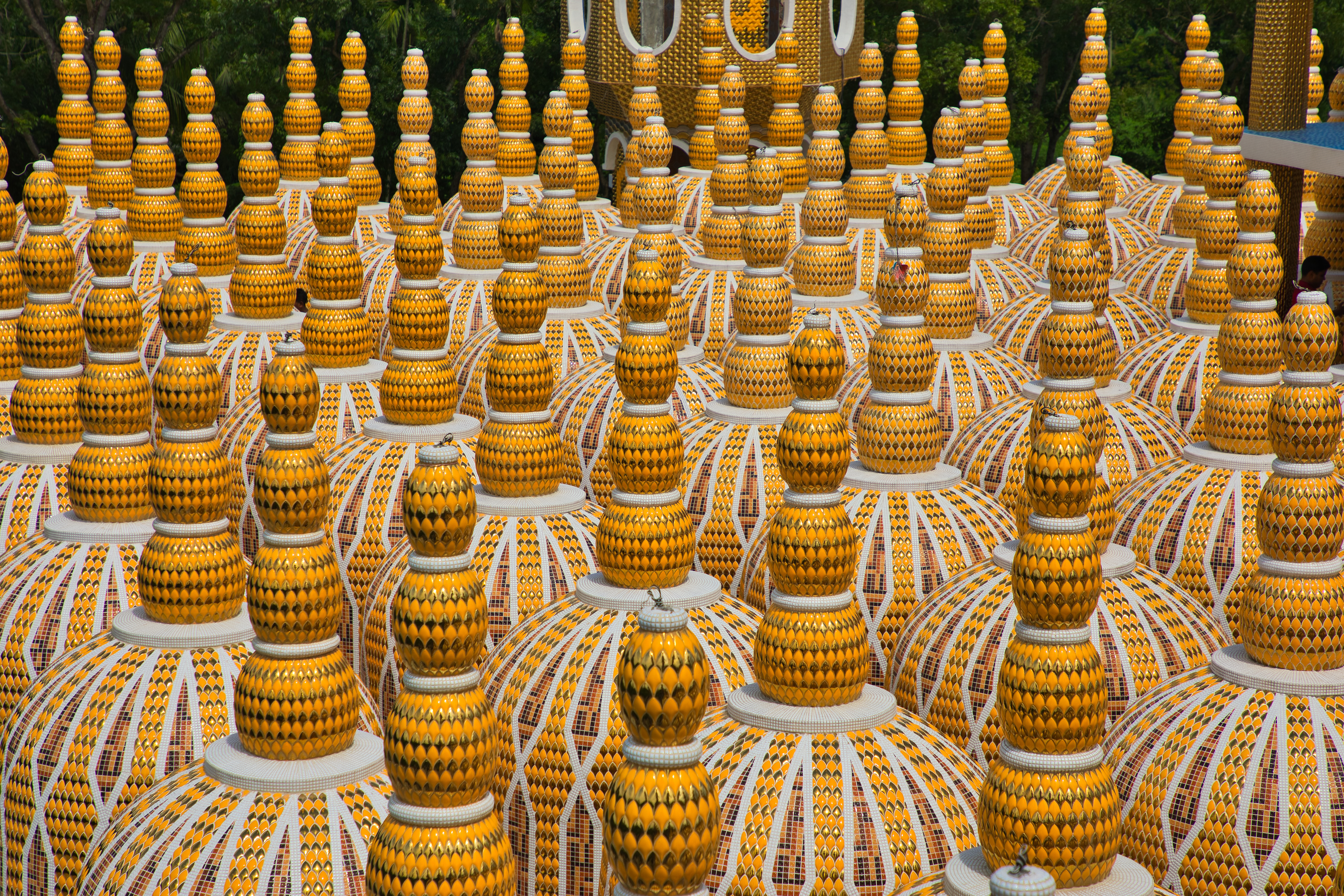

## روابط خارجية
- الموقع الرسمي